# Ida Sury
Ida Sury (später Ida Odermatt-Sury; * 5. März 1911 in Zürich; † 19. April 2004 in Lausanne) war eine Schweizer Autorin von Abenteuergeschichten für Kinder und Jugendliche sowie von Sachbüchern zum Thema Alkoholismus.

## Leben
Nach ihrer Ausbildung im Kanton Zürich trat Ida Sury 1929 in das SAS (Schweizerisches Abstinenz-Sekretariat, heute Stiftung Sucht Schweiz) in Lausanne ein, wo sie bis zu ihrer Pensionierung 1973 als Sekretärin tätig war. Sie betrieb für die Organisation Öffentlichkeitsarbeit, indem sie unter anderem Wandbilder für Schulen herausgab, Redaktorin der französischsprachigen Kinder- und Jugendzeitschrift Walter Tell war sowie Anfragen von Lehrern und Schülern zum Thema Alkoholismus beantwortete. Sury heiratete Joseph Odermatt, der ebenfalls beim SAS arbeitete.

## Werk
In den meisten Geschichten von Ida Sury geht es um Jugendliche, die auf sich allein gestellt eine gefährliche Situation meistern müssen. In Tommy und die Einbrecher entfernen sich drei Freunde auf der Schulreise von ihrer Klasse. Von einem Unwetter zurückgehalten, müssen sie im Freien übernachten und überraschen dabei zwei Einbrecher mit ihrer Beute. In SOS im Drachenloch sind zwei Knaben in einer Höhle von der Außenwelt abgeschnitten. In Piper in Not muss ein Jugendlicher mit einem Kleinflugzeug in einer abgelegenen Gegend notlanden.

## Publikationen

### Kinder- und Jugendliteratur
- Tommy und die Einbrecher. Schweizerisches Jugendschriftenwerk, Zürich 1959.
  - Tommy et les cambrioleurs. Zürich, Schweizerisches Jugendschriftenwerk, Zürich 1961 (französische Ausgabe).
  - Tommy und die Einbrecher. Meulenhoff Educatief, Amsterdam 1964 (deutsch mit niederländischen Übersetzungshilfen).
- SOS im Drachenloch. Schweizerisches Jugendschriftenwerk, Zürich 1962.
- Piper in Not. Zürich, Schweizerisches Jugendschriftenwerk, Zürich 1965.
  - Le Piper en danger. Schweizerisches Jugendschriftenwerk, Zürich 1966 (französische Ausgabe).
- Ronny und der neue Sechszylinder. Schweizerisches Jugendschriftenwerk, Zürich 1966.

### Sachliteratur
- Ist der Alkoholismus im Zunehmen begriffen? Blaukreuzverlag, Bern 1962.
- Alkoholprobleme der Frau. Blaukreuzverlag, Bern 1965.
- Zahlen zum Alkoholproblem und andern Suchtgefahren (Ausgabe 1971). Schweizerische Zentralstelle gegen den Alkoholismus, Lausanne 1971.
- Zahlen zum Alkoholproblem und andern Suchtgefahren (Ausgabe 1972/1973). Schweizerische Zentralstelle gegen den Alkoholismus, Lausanne 1973.